# Bghaghza
Bghaghza est une commune rurale marocaine de la province de Tétouan, dans la région Tanger-Tétouan-Al Hoceïma. Elle est située à 80 km de la ville de Tétouan.